# Пєрєдєрій В'ячеслав Григорович
В'ячесла́в Григо́рович Пєрєдє́рій (нар. 17 лютого 1943, Сімферополь) — український політик. Народний депутат України. Доктор медичних наук, професор. Директор ДП «Український НДІ харчування». Науковий керівник і головний консультант українсько-німецького гастроентерологічного центру «BYK-Київ».

## Освіта
У 1966 році закінчив Кримський медичний інститут. Кандидатська дисертація «Морфологічна характеристика формування і перебігу експерименту інфаркту міокарду під впливом специфічних протисердцевих антитіл». У 1983 р. у ЦНДІ гастроентерології у Москві захистив докторську дисертацію «Ефективність рибонуклеїнової кислоти при виразкових ураженнях гастродуоденальної зони».

## Кар'єра
Після інституту — асистент, доцент, професор Кримського медичного інституту.
- З лютого 1986 — завідувач кафедри факультету терапії № 1 Київського медичного інституту.
- Листопад 1990 — 14 жовтня 1994 — перший заступник Міністра охорони здоров'я України[2].
- Квітень — вересень 2003 — заступник Державного секретаря[3][4], вересень 2003 — квітень 2006 — заступник Міністра охорони здоров'я України[5][6].

Голова Товариства терапевтів України (з лютого 1986).
Головний редактор науково-популярного журналу «Здоровье и питание».
Голова комісії фармакологічного Комітету Міністра охорони здоров'я України з гастроентерологічних препаратів.
Автор (співавтор) понад 250 наукових праць, зокрема 23 монографій: «Взаимодействие пищи и лекарств», «Популярная иммунология», «Иммунный статус, методы оценки и принципы медикаментозной коррекции иммунных нарушений», «Гастроэнтерология» «Язвенная болезнь или пептическая язва», «Диагностика и лечение хронического гастрита и язвенной болезни в вопросах и ответах» «Болезни поджелудочной железы», підручника «Клинические лекции по внутренним болезням» та інші.
Член правління Всесвітньої гастроентерологічної асоціації (з 1998).

## Парламентська діяльність
Народний депутат України 5-го скликання з 25 травня 2006 до 12 червня 2007 від «Блоку Юлії Тимошенко», № 102 в списку. На час виборів: заступник Міністра охорони здоров'я України, безпартійний. Член фракції «Блок Юлії Тимошенко» (з травня 2006). Заступник голови Комітету з питань охорони здоров'я (з липня 2006). 12 червня 2007 достроково припинив свої повноваження під час масового складення мандатів депутатами-опозиціонерами з метою проведення позачергових виборів до Верховної Ради України.
Народний депутат України 6-го скликання з 23 листопада 2007 до 12 грудня 2012 від «Блоку Юлії Тимошенко», № 102 в списку. На час виборів: пенсіонер, безпартійний. Член фракції «Блок Юлії Тимошенко» (з листопада 2007). Перший заступник голови Комітету з питань охорони здоров'я (з грудня 2007).

## Нагороди та державні ранги
Державний службовець 1-го рангу (з квітня 1994).
Заслужений діяч науки і техніки України.
Лауреат премії імені Феофіла Яновського НАН України.